# Hrîhorivka, Oleksandrivka
Hrîhorivka (în ucraineană Григорівка) este un sat în comuna Mîhailivka din raionul Oleksandrivka, regiunea Kirovohrad, Ucraina.

## Demografie
Componența lingvistică a localității Hrîhorivka
     Ucraineană (96,97%)
     Rusă (3,03%)
Conform recensământului din 2001, majoritatea populației localității Hrîhorivka era vorbitoare de ucraineană (96,97%), existând în minoritate și vorbitori de rusă (3,03%).